# Dean Brown
Pour les articles homonymes, voir Dean Brown (homonymie) et Brown.
Dean Craig Brown, (né le 5 avril 1943) est un homme politique libéral australien qui a été le 41e premier ministre d'Australie-Méridionale entre le 14 décembre 1993 et le 28 novembre 1996, et vice-premier ministre de Rob Kerin entre le 22 octobre 2001 et le 5 mars 2002.

## Carrière politique
Sa carrière politique est marquée par sa rivalité avec John Olsen, ce dernier représentant l'aile conservatrice du Parti libéral alors que lui représente l'aile modérée. Il est élu au Parlement au siège de Davenport, le 10 mars 1973 et rejoint la tendance modérée Mouvement libéral du parti. Il participe au gouvernement de David Tonkin de 1979 à 1982. En 1982, après la défaite électorale et la retraite de David Tonkin, Olsen défait Brown à la direction du Parti libéral. Pour l'élection de 1985, un redécoupage électoral laisse Brown et Evans en lice pour la présélection du parti libéral pour le siège assuré aux libéraux de Davenport. Brown remporte la présélection, mais Evans qui s'est présenté comme libéral indépendant remporte le siège.
Dean Brown revient à la politique en 1992. Le gouvernement travailliste de John Bannon est empêtré dans les pertes de la Banque de l'État mais le leader libéral de l'époque (Dale Baker) ne parvient pas à en tirer profit. Les ailes modérée et conservatrice du Parti libéral parviennent à convaincre un député de chaque tendance d'abandonner son siège (Ted Chapman abandonne Alexandra à Brown, Roger Goldsworthy abandonne Kavel à Olsen), permettant à la fois à Brown et à Olsen de revenir au parlement le même jour au cours d'élections partielles et de tenter de prendre la direction du Parti libéral. Dans le vote qui suit, Brown bat de justesse Olsen.
Brown dirige ensuite le Parti libéral, le mène à une victoire électorale écrasante à l'élection de 1993 et devient premier ministre. Mais en 1996, Olsen conteste avec succès la direction du parti.
Lorsque Olsen démissionne de son poste de premier ministre en 2001, Brown cherche à retrouver le poste qu'il ait perdu en 1996 mais perd face à Rob Kerin. Brown devient vice-premier ministre de Rob Kerin. Après la perte des élections de 2002 par le Parti libéral, Brown devient sous-chef de l'opposition jusqu'en 2005 quand il annonce qu'il va quitter la politique aux élections de 2006 et démissionne de la direction du parti.
En octobre 2007, Brown a été nommé conseiller spécial contre la sécheresse par le Premier ministre d'Australie-Méridionale Mike Rann. 

## Sources
- (en) Cet article est partiellement ou en totalité issu de l’article de Wikipédia en anglais intitulé « Dean Brown » (voir la liste des auteurs).